# Gastroenterocolitis
La gastroenterocolitis es una afección caracterizada por la inflamación del estómago, el intestino delgado y el colon.

## Signos y síntomas
El síntoma principal de la gastroenteritis es la diarrea. Otros síntomas pueden incluir:
- Dolor abdominal o calambres
- Náusea
- Vómitos
- Fiebre de bajo grado

Debido a los síntomas de vómitos y diarrea, las personas que tienen gastroenteritis pueden deshidratarse rápidamente. Es muy importante estar atento a los signos de deshidratación.

## Causas
La gastroenteritis puede ser causada por infecciones virales, bacterianas o parasitarias. Las rutas comunes de infección incluyen:
- Comida
- Agua contaminada
- Contacto con una persona infectada
- Manos sin lavar[2]

Entre el cincuenta y el setenta por ciento de los casos de gastroenteritis en adultos son causados por norovirus (género Norovirus, familia Caliciviridae). Este virus es muy contagioso y se propaga rápidamente. El norovirus es la causa más común de gastroenteritis en los Estados Unidos.

## Diagnóstico
El médico tomará un historial médico para asegurarse de que nada más esté causando los síntomas. Además, el médico puede realizar un examen rectal o abdominal para excluir la posibilidad de enfermedad inflamatoria intestinal (p. Ej., Enfermedad de Crohn) y abscesos pélvicos (bolsas de pus). Se puede usar un cultivo de heces (una prueba de laboratorio para identificar bacterias y otros organismos a partir de una muestra de heces) para determinar el virus o germen específico que está causando la gastroenteritis.

## Prevención
Con la mayoría de las infecciones, la clave es bloquear la propagación del organismo.
- Lávese las manos con frecuencia
- Consuma alimentos debidamente preparados y almacenados.
- Blanquear la ropa sucia
- Se han desarrollado vacunas contra Vibrio cholerae y rotavirus. Se recomienda la vacunación contra el rotavirus para bebés en los EE. UU. Las vacunas contra V. cholerae se pueden administrar a personas que viajan a áreas de riesgo[4]

## Tratamiento
Por lo general, el cuerpo puede combatir la enfermedad por sí solo. El factor más importante en el tratamiento de la gastroenteritis es la reposición de líquidos y electrolitos que se pierden debido a la diarrea y los vómitos.
Los antibióticos no serán efectivos si la causa de la gastroenteritis es una infección viral. Los médicos generalmente no recomiendan medicamentos antidiarreicos (p. Ej.,Loperamida) para la gastroenteritis porque tienden a prolongar la infección, especialmente en los niños.
Las infecciones parasitarias son difíciles de tratar. Hay varios medicamentos disponibles una vez que se ha identificado la afección. Puede ser necesario extirpar parte del colon o aspirar con aguja los abscesos en el hígado.

## Resultados/pronóstico
Dependiendo de la causa de la inflamación, los síntomas pueden durar desde un día hasta más de una semana.
La gastroenteritis causada por virus puede durar de uno a dos días. La mayoría de las personas se recuperan fácilmente de un breve episodio de vómitos y diarrea al beber líquidos claros para reemplazar el líquido perdido y luego progresar gradualmente a una dieta normal. Pero para otros, especialmente los bebés y los ancianos, la pérdida de fluidos corporales con gastroenteritis puede causar deshidratación, que puede ser una enfermedad potencialmente mortal a menos que se trate y se repongan los fluidos corporales.